# Hans von Felgenhauer
Hans Georg Gustav Heinrich von Felgenhauer, eigentl. von Felgenhauer von und zu Riesa (* 30. November 1863 in Tilsit; † 24. April 1946 in Berlin-Steglitz), war ein preußischer Generalmajor sowie (Militär-)Schriftsteller und Dichter.

## Leben
Hans entstammte dem sächsischen Adelsgeschlecht von Felgenhauer aus Riesa. Er war das fünfte und jüngste Kind des preußischen Majors Florentin Friedrich  von Felgenhauer (1811–81) und dessen Ehefrau Johanna, geborene Ermold (1835–1902).
Felgenhauer schlug eine Militärkarriere in der Preußischen Armee ein. In deren Verlauf war er Hauptmann und Kompaniechef im Infanterie-Regiment „von Boyen“ (5. Ostpreußisches) Nr. 41. Seit 16. Juni 1911 Major, war Felgenhauer dann beim Stab des Infanterie-Regiments „von Goeben“ (2. Rheinisches) Nr. 28 und kommandierte ab 1912 das II. Bataillon in Koblenz.
Im Ersten Weltkrieg wurde Felgenhauer an der Front als Kommandeur der Reserve-Infanterie-Regiments Nr. 65 schwer verwundet und erhielt für seine Leistungen beide Klassen des Eisernen Kreuzes sowie das Verwundetenabzeichen. Nach Kriegsende schied er als Generalmajor aus dem Militärdienst aus.
Felgenhauer gehörte dem Nationalverband Deutscher Offiziere (NDO) an. Er war ein überzeugter Kaisertreuer und blieb auch nach 1918 hohenzollerntreuer Monarchist. In Berlin trug er auf Versammlungen selbstverfasste Gedichte vor. Er schrieb u. a. auch das Bundeslied der Kaisertreuen Jugend. 1924 erschien in Berlin die erste Auflage seines Buches Tritt gefaßt – einer Sammlung seiner Gedichte –, zu dem Graf Rüdiger von der Goltz das Geleitwort schrieb. Zum 8. Reichsfrontsoldatentag vom 7. bis 8. Mai 1927 in Berlin erschien eine weitere Ausgabe („Kameradschaftsausgabe“) dieses Werks.
Felgenhauer war seit 1905 mit Gertrude, geborene Muhl (* 1882) verheiratet. Das Paar wohnte in Memel und zuletzt in Berlin-Steglitz.

## Werke
- mit Wilhelm Müller-Loebnitz: Das Ehrenbuch der Rheinländer. Die Rheinländer im Weltkrieg. Bearbeitet unter Benutzung der amtlichen Quellen des Reichsarchivs und mit Unterstützung zahlreicher Angehöriger rheinischer Formationen. Vaterländische Verlagsanstalt Oskar Hinderer, Stuttgart. o. J.
- Tritt gefaßt! Gedichte. Veteranendank-Verlag Adolf Wegener. Berlin 1924.